# Baloghacarus australis
Baloghacarus australis är en kvalsterart som beskrevs av Balogh och Sandór Mahunka 1981. Baloghacarus australis ingår i släktet Baloghacarus och familjen Hermanniellidae. Inga underarter finns listade.